# イカストラ

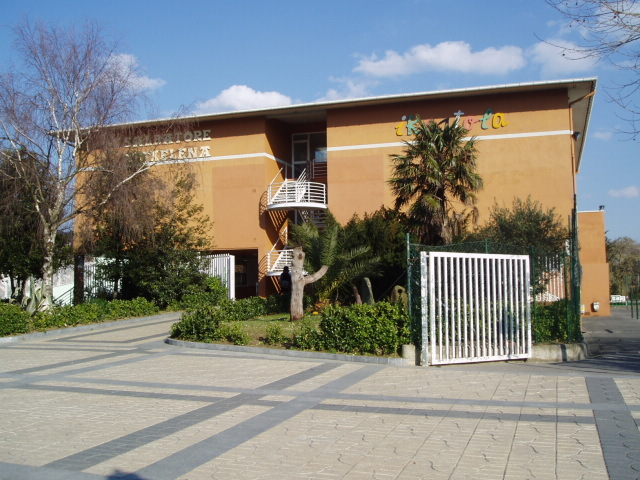
バスク自治州、サラウツのイカストラ

イカストラ （バスク語:Ikastola）は、スペインのバスク自治州・ナバーラ自治州およびフランスのフランス領バスクにおいて、バスク語のみまたは主にバスク語を用いて初等教育・中等教育を行う学校のことである。イカストラは公立か私立かということよりも、自治州や領域の構成に応じて異なるネットワークに分割されている。

## 歴史
20世紀初頭にバスク・ナショナリズムが復興する以前は、バスク語で教育を実施するところは非常にわずかだったが、やがてバスク自治州内での教育媒介をスペイン語からバスク語に変える運動が行われるようになった。1914年、初のイカストラとしてサン・セバスティアンにコルコ・アンドレ・マリアレン・イカステチェアが創設された。1921年にはトロサに、1928年にはオレレタに、1930年代にはギプスコア県やビスカヤ県の各地にイカストラが設置され、各イカストラの連携を図るために連絡会議が結成された。1936年にはバスク自治政府が樹立されてイカストラが公認されたが、スペイン内戦で共和国側が敗れると、公の場でのバスク語の使用は禁止され、あらゆる教育機関はスペイン語で教育を行うよう強いられ、イカストラは個人宅での地下活動に転じた。ただし、フランシスコ・フランコ政権がバスク語の使用禁止を明文化したという法文はほとんど確認されていない。他の地域から孤立したイカストラでは、親たちのいくつかの集団によってこっそりとバスク語が教えられていた。
1960年頃にはギプスコア県とビスカヤ県でバスク語の復権運動が起こり、1960年頃には再び非合法的にイカストラの運営が開始され、その多くがカトリック教会の庇護を受けた。1964年、フランス領バスクで初のイカストラが開校した。1965年、非常にまれなことに、ビルバオでイカストラが合法化された。1970年代のフランコ政権はバスク語使用に寛大となり、内戦後初の公式イカストラ・ネットワークが、1973年にフランコ派の州政府によってアラバ県に創設された。ネットワークには国が資金を提供した。
1975年のフランコの死によって民主政治が復活すると、高度な自治権がバスク自治州とナバーラ自治州に与えられた。イカストラは、スペイン北部のバスク語が話される地域へ広まっていったのである。特にギプスコア県を中心にイカストラ復興の動きが顕著となり、1975年頃にはバスク7領域で160校のイカストラが34,000人の生徒を抱えるまでに至った。1960年代半ばには勤労者を対象とするバスク語夜間学校が開設され、その後昼間のクラスなども開設されたバスク語塾に発展していった。民主化後の1979年にはゲルニカ憲章（バスク自治憲章）によってバスク語が公用語となり、イカストラは篤志家や生徒の父兄による寄付金で運営されていたが、スペイン社会労働党は国家としてのイカストラの公認に否定的だった。1982年-83年度からはバスク自治州で公教育におけるバスク語の半義務化が導入され、バスク語人口は確実に増加した。その一方で1970年代末から1982年の間には4,000人以上の教員が他州への転勤を希望し、またバスク語の成績が悪い生徒は周辺の自治州に転居する例があるなどの副作用もあった。
1993年にはバスク自治州の約40%のイカストラが公立学校に編入、その他は私立学校として存続したが、ナバーラ州のイカストラは全校が私立学校に位置付けられている。1982年以降のフランス領バスクでイカストラは文化団体と位置付けられており、1990年代半ばからは教育省の財政援助を受けている。2010年代の初等学校において、何らかの形でバスク語教育を受けている生徒の割合は、バスク自治州でほぼ100%、ナバーラ州で35%、フランス領バスクで28%である。現在は、バスク自治州内と、バスク語話者の多いナバーラ自治州北部の児童の大部分がイカストラに在籍している。フランス領バスクのイカストラは、フランス国内でバスク語が公用語と認定されていないため、私立の扱いとなっている。